# Carl Baer
Carl Anton Ernst Baer (* 24. Oktober 1833 in Bruchsal; † 8. Mai 1896 in Montreux) war ein Jurist und Reichstagsabgeordneter.

## Leben
Baer besuchte das Gymnasium in Bruchsal und das Lyzeum in Karlsruhe und studierte danach an der Universität Heidelberg Rechtswissenschaften. Er wurde Mitglied des Corps Suevia Heidelberg. 1857 wurde Baer Rechtspraktikant, 1860 Referendar, 1861 Auditeur, 1864 Amtsrichter, 1866 Amtmann, 1867 Kreisgerichtsassessor, 1868 Kreisgerichtsrat in Mannheim und 1876 Mitglied des Appellationsgerichts-Senats. Daneben war er seit 1859 Leutnant und 1870 charakterisierter Hauptmann.
Von 1874 bis 1880 war er Mitglied der II. Badischen Kammer und von 1874 bis 1879 war er Mitglied des Deutschen Reichstags für die Nationalliberale Partei als Abgeordneter des Wahlkreises Baden 7 (Kehl – Offenburg). Am 4. Oktober 1879 legte Baer wegen seiner Ernennung zum Oberlandesgerichtsrat sein Mandat nieder.